# 円城寺あや
円城寺 あや（えんじょうじ あや、1960年8月22日 - ）は、日本の女優。東京都出身。身長160cm、血液型はO型。浅井企画所属。特技は水泳、ウクレレ。趣味はお城巡り。

## 人物・来歴
高校卒業後、劇団夢の遊眠社に所属。1992年に劇団が解散し、映画やテレビドラマなどにも活動の場を広げる。それ以前にも映像作品には出演していたが、そのころは劇団が忙しい時期であったため積極的に出演したいとは考えていなかったと述べている。
映画『ガンヘッド』（1989年）の監督を務めた原田眞人は、円城寺について劇団で鍛えられためげないメンタルを評価していた。

## 出演

### テレビドラマ

#### NHK
※特記以外は総合テレビ
- 夏雲あがれ（2007年） - りく 役
- ひとがた流し（2007年） - 高村洋子 役
- 連続テレビ小説
  - 瞳（2008年） - 石井菊枝 役
  - エール（2020年） - 神林康子 役
  - ちむどんどん（2022年） - 岩内波子 役
- MEGAQUAKE～巨大地震～2（2012年） - 川口道代 役
- かすてぃら（2013年、BSP） - 岡崎満喜子 役
- 立花登青春手控え（2016年、BSP） - はな 役
- 大河ドラマ
  - 真田丸（2016年） - わくさ 役

#### 日本テレビ
- 火曜サスペンス劇場
  - 救急指定病院（1995年） - 大杉弘美 役
  - 警部補 佃次郎
    - 第2作（1996年） - 小谷律子 役
    - 第16作（2002年） - 北畠美奈子 役

  - 松本清張スペシャル・一年半待て（2002年） - 小倉美咲 役
- 結婚物語（1987年）
- 隣人は秘かに笑う（1999年）
- ピーチな関係（1999年）
- 伝説の教師（2000年） - 森田恵美 役
- 14才の母（2007年）
- 三毛猫ホームズの推理（2012年） - 金井教諭（養護）役
- THE突破ファイル 「子猫救出」（2018年） - 谷口恵子 役
- イノセンス 冤罪弁護士（2019年） - 十和田伸江 役
- 厨房のありす（2024年） - 柏原陽子 役
- 花咲舞が黙ってない 第3シリーズ 第2話（2024年4月20日） - 白石悦子 役[2]
- GO HOME〜警視庁身元不明人相談室〜 第7話（2024年9月7日） - 川崎愛子 役[3]

#### TBS
- パパはニュースキャスター（1987年）
- 水曜ドラマスペシャル モモ子シリーズ5（1987年）
- パパは年中苦労する（1988年） - 仲居 役
- イエローカード（1993年） - 幸子 役
- 野々山家の人々（1995年）
- ぽっかぽか（1995年 - 1996年） - 白川小百合 役
- 命つないで（1996年）
- 命燃えて（1997年）
- 番茶も出花（1998年） - 郡桐子 役
- 月曜ドラマスペシャル
  - 水上署の源さん 東京運河 - 信州斑尾高原連続殺人事件（1999年） - 結城成美 役
  - 早乙女千春の添乗報告書9（2000年） - 小原俊子 役
- ディア・ゴースト（2000年）
- ママまっしぐら!（2001年） - 黒柳加代 役
- キッズ・ウォー（2002年） - 黒木清美 役
- 月曜ミステリー劇場 早乙女千春の添乗報告書12」（2002年） - 松岡伸子 役
- ほーむめーかー（2004年） - 森下秋恵 役
- H2〜君といた日々（2005年） - 橘由美子 役
- すてきにコモン!（2006年） - 亀山桃子 役
- 浅草ふくまる旅館（2007年） - 遠藤利子 役
- こどもの事情（2007年） - 平田奈美子 役
- 愛のうた!（2007年） - 桜井真佐子 役
- ひまわり〜夏目雅子27年の生涯と母の愛〜（2007年） - 夏目雅子のマネージャー 役
- ラブレター（2008年 - 2009年） - 塚越成美 役
- スマイル (テレビドラマ)（2009年） - 旅館「二葉」の女将 役
- タンブリング (テレビドラマ)（2010年） - 杉原美智子 役
- SAKURA〜事件を聞く女〜（2014年） - 奥村朋子 役
- オー!マイ・ボス!恋は別冊で（2021年）
- 対岸の家事（2025年） - 蔦村育代 役

#### フジテレビ
- さよならをもう一度（1992年）
- 都合のいい女（1993年） - 山田ハルミ 役
- 鬼ユリ校長、走る!（1994年）
- いいひと。（1997年）
- GTO（1998年） - 小谷宏子 役
- ナニワ金融道（1998年） - 軽薄篤子 役
- きらきらひかる（1998年）
- 金曜エンタテイメント
  - 「ナースな探偵2」（1998年）
  - 「赤い霊柩車シリーズ12」（2000年） - 工藤美也子 役
- らせん（1999年） - 今西の妻 役
- 金曜プレステージ 「屋台弁護士3」（2009年） - 川又照代 役
- 世にも奇妙な物語
  - '00秋の特別編「発電課長」（2000年10月4日） - 木下里子 役
  - '14春の特別編「墓友」（2014年4月5日） - 江上 役
- TEAM（2000年） - 有川千夜子 役
- 太陽は沈まない（2000年） - 鳥井八重子 役
- 花村大介（2000年） - 竹渕百合子 役
- 2001年のおとこ運（2001年） - 玉虫さゆり 役
- 女子アナ。（2001年） - 熊谷睦子 役
- 私を旅館に連れてって（2001年） - 園部初恵 役
- 北の国から（2002年）
- ビッグマネー!〜浮世の沙汰は株しだい〜（2002年） - 岡本公子 役
- 天使の歌声 〜小児病棟の奇跡〜（2002年） - 柳瀬川多恵子 役
- 愛し君へ（2004年） - 河村医師 役
- 1リットルの涙（2005年） - 川上さくら 役
- 救命病棟24時 第3シリーズ（2005年） - 小木静子 役
- 会いたかった 〜向井亜紀・代理母出産という選択〜（2007年） - 篠原看護師 役
- 山おんな壁おんな（2007年） - 中田夫人 役
- コード・ブルー -ドクターヘリ緊急救命-（2008年） - 本山由希子 役
- インディゴの夜（2010年） - 加藤蓉子 役
- 謎解きはディナーのあとで（2011年） - 松原久子 役
- ３０禁（2021年） - 森山由紀乃 役

#### テレビ朝日
- 八神くんの家庭の事情（1994年） - 花代 役
- 名探偵保健室のオバさん（1997年） - 安藤芳枝 役
- 土曜ワイド劇場
  - 事件7（1999年） - 自閉症児親の会の会員 役
  - 眼科医 小室瞳の推理カルテ2（2002年） - 大谷 役
  - ユニット（2003年）
  - デパート仕掛け人!天王寺珠美の殺人推理1（2007年） - 小西美智子 役
  - 遺品の声を聴く男2（2010年） - 岡部和代 役
  - 臨場する女 捜査検事 雨音香（2016年） - 本田清美 役
- ココだけの話（2001年） - 池辺ゆかの母 役
- 白虎隊（2007年） - みよ 役
- モップガール（2007年） - 掘込真土香 役
- 名探偵の掟（2009年） - メイド・タツコ 役
- 相棒 season10 第13話（2012年） - 郷田節子 役
- 仮面ライダーウィザード（2012 - 2013年）
- 警視庁捜査一課9係（2014年） - 今田理恵 役
- 科捜研の女 season15 第3話（2015年） - 岩清水悦子 役
- dele（2018年） - 日暮恵子 役
- 特捜9
  - 第4シーズン（2021年） - 西田正恵 役
  - final（2025年） - 赤尾宏美 役[4]
- 緊急取調室 第4シリーズ（2021年） - 小暮しのぶ 役

#### テレビ東京
- 孤独のグルメ Season4 第4話（2014年7月30日） - 女将 役
- 男と女のミステリー時代劇（2016年） - 絹 役
- 警視庁ゼロ係〜生活安全課なんでも相談室〜 第5シリーズ（2021年） - 岩井真須美 役
- 月曜プレミア8 「脳科学弁護士 海堂梓 ダウト」（2021年） - 丸永洋子 役

#### WOWOW
- 祖国（2005年）
- 長い長い殺人（2007年）
- 尋ね人（2013年） - 坂本悦子 役
- オペレーションZ（2020年） -  薪塚厚労大臣 役

#### Amazonプライム
- はぴまり（2016年） - 間宮佐織 役
- ガキ☆ロック（2018年） - 志村陽子 役

#### その他
- 犬飼さんちの犬（2011年） - 諏訪真知子 役
- 恋愛ドラマをもう一度 - 山内さん 役

### その他の番組
- 一枚の写真（1992年）
- ライオンのごきげんよう

### 映画
- ガンヘッド（原田眞人監督、1989年公開）[5] - ベベ 役
- ざわざわ下北沢（市川準監督、2000年公開） - 吉岡 役
- サトラレ（本広克行監督、2001年公開） - 村山富子 役
- 眉山-びざん-（犬童一心監督、2007年公開） - 大谷啓子 役
- 夕映え少女（船曳真珠監督、2008年公開）
- アキレスと亀（北野武監督、2008年公開）
- 長い長い殺人（麻生学監督、2008年公開）
- 代行のススメ（山口智監督、2009年公開） - 木村洋子 役
- 年々歳々（安達正軌監督、2009年公開） - 川野かえで 役
- 僕の初恋をキミに捧ぐ（新城毅彦監督、2009年公開） - 飯塚 役
- はい!もしもし、大塚薬局ですが（勝又悠監督、2009年公開） - 主演・大塚真名美 役
- 空にいちばん近い幸せ〈映画『ジーン・ワルツ』ANOTHER STORY〉（永田琴監督、2010年公開） - LISMO Channel
- ライフ・イズ・デッド（菱沼康介監督、2012年公開） - 赤星冥子 役
- 僕等がいた（三木孝浩監督、2013年公開） - 有里の母 役
- 花蓮（五藤利弘監督、2013年公開） - 貝塚里子 役
- ブーケ～a bouquet～（五藤利弘監督、2014年公開） - 主演・水沼倫江 役
- いつかの、玄関たちと、（勝又悠監督、2014年公開） - 住山京子 役
- ガキ☆ロック（中前勇児監督、2014年公開） - 志村陽子 役
- さいはてにて-やさしい香りと待ちながら-（チアン・ショウチョン監督、2015年公開） - 村田玉枝役
- 去年の冬、きみと別れ（瀧本智行監督、2018年公開） - 西田清美役
- 女囚霊（鳴瀬聖人監督、2023年公開）[6]

### 舞台
- ラブ・ゲーム（演出：星充、1991年）
- 夏の夜の夢（演出：加藤直、シアターコクーン制作、1991年）
- 陽だまりの樹（演出：杉田成道、セゾン劇場制作、1992年）
- チャタレイ夫人の恋人（演出：鵜山仁、東宝制作、1993年）
- 女たちの十二夜（演出：鵜山仁、サンシャイン劇場制作、1993年）
- お気に召すまま（演出：ジェラード・マーフィー、グローブ座カンパニー制作、1994年）
- ホロー荘の殺人（演出：井上思、東宝制作、1995年）
- ゴッド・ブレス・YOU!（演出：長谷川康夫、東京パブリックシアター制作、1997年）
- 雨かしら（演出：木野花、1998年）
- ミステリーナイト忍びよる旋律（演出：九十九一、1999年）
- HAKANA〜いとしの儚より〜（演出：杉田成道、2002年）
- Happy Birthday（演出：井上思、2002年・2003年）
- フォーティンブラス（演出：岡村俊一、1995年・2003年）
- ドタキャンするの!?爆弾姉妹の奇妙な一日（演出：渡辺えり子、2003年）
- 卒業（演出：河毛俊作、フジテレビ制作、2004年）
- 八月の狩（演出：鐘下辰男、2004年）
- コミュニケーションズ（演出：渡辺えり、2005年）
- エビ大王（演出：岡村俊一、2005年）
- 十二夜（脚本・演出：山崎清介）
- ドアをあけると…（演出：板垣恭一）
- 月の子供（作・演出：秦建日子、2007年、本多劇場）
- THE☆どツボ!!（作・演出：中津留章仁、2008年7月、東京芸術劇場）
- BACK STAGE（作・演出：斎藤栄作、2009年5月、下北沢駅前劇場 / 下北沢OFF・OFFシアター）
- 現代能楽集チェーホフ（作・演出：坂手洋二、2010年9月、あうるすぽっと）
- 3分間の女の一生（作・演出：坂手洋二、2010年11月13日 - 23日、座・高円寺）
- SWEETS（作・演出：葛木英、2011年1月19日 - 23日、座・高円寺）
- 星の息子（作・演出：坂手洋二、2012年11月16日 - 28日、座・高円寺）
- 燐光群創立30周年記念シリーズ カウラの班長会議（作・演出：坂手洋二、2013年3月8日 - 24日、下北沢ザ・スズナリ）
- 屋根裏（作・演出：坂手洋二、2013年8月30日 - 9月5日・梅ヶ丘BOX / 9月12日 - 25日、ヨーロッパツアー 〜 ウクライナ・イタリア）
- ここには映画館があった（作・演出：坂手洋二、2013年11月15日 - 26日、座・高円寺）
- 現代能楽集 初めてなのに知っていた（作・演出：坂手洋二、2014年3月16日 - 31日、下北沢ザ・スズナリ）
- 8分間（作・演出：坂手洋二、2014年11月21日 - 30日、座・高円寺） - 主演
- 現代能楽集 クイズ・ショウ（作・演出：坂手洋二、2015年3月20日 - 31日、下北沢ザ・スズナリ）
- 屋根裏（作・演出：坂手洋二、2015年5月2日 - 11日、梅ヶ丘BOX / 6月6日 - 16日、ヨーロッパツアー 〜 ブルガリア・ルーマニア）
- バートルビーズ（作・演出：坂手洋二、2015年8月24日 - 9月9日、下北沢ザ・スズナリ）
- お召し列車（作・演出：坂手洋二、2015年12月、座・高円寺）
- ゴンドララドンゴ（作・演出：坂手洋二、2015年7月、ザ・スズナリ）
- 天使も嘘をつく （作・演出：坂手洋二、2016年11月18日～ 27日、座・高円寺）
- 九月、東京の路上で（作・演出：坂手洋二、2018年7月、8月、ザ・スズナリ）
- 白い花を隠す（演出：小笠原響、2018年9月、シアターグリーン）
- わたし、と戦争（作・演出：瀬戸山美咲、2018年10月17日～24日、下北沢ザ・スズナリ）
- サイパンの約束（作・演出：坂手洋二、2018年11月23日～12月2日、座・高円寺1／［岡山］市民文化ホール［伊丹］AI・HALL［名古屋］愛知県芸術劇場）
- 九月、東京の路上で（作・演出：坂手洋二、2019年4月　ザ・スズナリ）
- 憲法くん（作・松元ヒロ、演出：坂手洋二、2019年11月　座・高円寺）
- 天神さまのほそみち（作・演出：坂手洋二、2020年7月、ザ・スズナリ）
- 拝啓天皇陛下様　前略総理大臣殿」（作・演出：坂手洋二、2020年11月、座・高円寺）
- 草の家（作・守安久二子、演出：坂手洋二、2021年2月、ザ・スズナリ）
- わが友、第五福竜丸（作・演出：坂手洋二、・2023年11月17日 - 12月17日、座・高円寺1 他）[7]
- 地の塩、海の根（作・演出：坂手洋二、2024年6月21日 - 7月7日、ザ・スズナリ）[8]
- KYOTO（作：ジョー・マーフィー、ジョー・ロバートソン、演出：坂手洋二、2025年6月27日 - 7月13日〈予定〉、ザ・スズナリ）[9]

### CM
- 東芝 引き出す冷凍（1995年）
- ハウス食品 ククレカレー（1996年）
- TOTO フルタイムバス 「そうじはキライ」篇（1996年） - ナレーション
- 花王 カーマイペット・ベガ（1998年）
- NTTドコモ 「いつもいっしょ」篇（2001年）
- キリン 一番搾り「いかしゅうまい」篇（2005年）
- プレイステーション3

### 声の出演
- 爆笑アニメ版!問題な日本語